# 9751 Kadota
9751 Kadota eller 1990 QM är en asteroid i huvudbältet som upptäcktes den 20 augusti 1990 av den japanska astronomen Tsutomu Seki vid Geisei-observatoriet. Den är uppkallad efter Ken-ichi Kadota.
Den tillhör asteroidgruppen Nysa.